# Хербек, Иоганн Франц
Иога́нн Франц фон Хе́рбек (нем. Johann Ritter von Herbeck; 25 декабря 1831, Вена — 28 октября 1877, Вена) — австрийский дирижёр и композитор.

## Биография
Иоганн Хербек родился в буржуазной семье; в детстве был солистом в хоре монастыря Святого Креста в Нижней Австрии; в течение двух лет обучался композиции у Л. Роттера в Вене, но систематического музыкального образования не получил; изучал право в Венском университете.
В 1852—1854 годах Хербек служил регентом в церкви, с 1852 года был членом, а с 1856 года хормейстером Венского мужского певческого союза, с которым исполнил несколько сочинений Франца Шуберта для мужского хора. Именно от него исходила инициатива, чтобы его знакомый Иоганн Штраус написал для хора вальс. Композитор откликнулся на эту просьбу и в итоге написал вальс «На прекрасном голубом Дунае». Его премьера прошла 15 февраля 1867 года во время концерта хора Хербека. Впоследствии он был переработан Штраусом в оркестровое произведение, ставшего одним из самых известных в его творчестве.
В 1859—1870 и в 1875—1877 годах сотрудничал в качестве дирижёра с венским Обществом любителей музыки (Gesellschaft der Musikfreunde). В 1865 году А. Хюттенбреннер передал Xербеку автограф никогда не исполнявшейся Неоконченной симфонии Ф. Шуберта, которую Хербек в том же году исполнил в концерте Общества. 
С 1866 года Хербек был придворным капельмейстером (руководителем Придворной капеллы), с 1869 года также первым капельмейстером Венской придворной оперы. С 1870 года возглавлял дирекцию придворной оперы, но в 1875 году покинул этот пост.
В 1874 году Хербек получил дворянство и стал фон Хербеком.
Последние два года жизни Хербек вновь дирижировал, только в этот раз в Обществе любителей музыки. При жизни как композитор был малоизвестен, некоторой популярностью пользовались его произведения для хора и мужских квартетов.

## Творчество
Хербеку принадлежит ряд сочинений для церкви, в том числе Большая месса Е-dur и месса для мужского хора; хоровые его произведения при жизни автора пользовались особой популярностью. Среди его сочинений также различная симфоническая музыка и струнные квартеты. Как композитор Хербек в настоящее время известен мало, однако его Органная симфония и Симфонические вариации записаны Гамбургским симфоническим оркестром.